# Христов, Иван
Иван Христов (болг. Иван Христов; 3 марта 1982, Русе) — болгарский гребец-байдарочник, выступал за сборную Болгарии в первой половине 2000-х годов. Участник летних Олимпийских игр в Афинах, бронзовый призёр чемпионата мира, бронзовый призёр чемпионата Европы, победитель многих регат национального и международного значения.

## Биография
Иван Христов родился 3 марта 1982 года в городе Русе. Активно заниматься греблей начал с раннего детства, проходил подготовку в местном спортивном клубе «Локомотив».
Первого серьёзного успеха на взрослом международном уровне добился в 2002 году, когда попал в основной состав болгарской национальной сборной и побывал на чемпионате Европы в венгерском Сегеде, откуда привёз награду бронзового достоинства, выигранную в зачёте четырёхместных байдарок на дистанции 1000 метров вместе с такими гребцами как Пётр Мерков, Милко Казанов и Йордан Йорданов — лучше финишировали только экипажи из Словакии и Венгрии. Кроме того, в этом сезоне выступил на чемпионате мира в испанской Севилье, где в той же дисциплине с теми же партнёрами тоже стал бронзовым призёром — на сей раз на финише их обошли гребцы из Словакии и Германии.
Благодаря череде удачных выступлений Христов удостоился права защищать честь страны на летних Олимпийских играх 2004 года в Афинах — в двойках на пятистах метрах в паре с Йорданом Йордановым сумел дойти лишь до стадии полуфиналов, где финишировал пятым, тогда как в четвёрках на тысяче метрах вместе с Йордановым, Казановым и Мерковым дошёл до финала и показал в решающем заезде четвёртый результат, немного не дотянув до призовых позиций. Вскоре по окончании этих соревнований принял решение завершить карьеру профессионального спортсмена, уступив место в сборной молодым болгарским гребцам.